# Керролл (округ, Міссурі)
Шаблон:StateAbbr_ 39°26′ пн. ш. 93°30′ зх. д. / 39.43° пн. ш. 93.5° зх. д.
Округ  Керролл (англ. Carroll County) — округ (графство) у штаті Міссурі, США. Ідентифікатор округу 29033.

## Історія
Округ утворений 1833 року.

## Демографія
За даними перепису 
2000 року 
загальне населення округу становило 10285 осіб, зокрема міського населення було 3595, а сільського — 6690.
Серед мешканців округу чоловіків було 4990, а жінок — 5295. В окрузі було 4169 домогосподарств, 2879 родин, які мешкали в 4897 будинках.
Середній розмір родини становив 2,96.
Віковий розподіл населення поданий у таблиці:
| Стать    | До 15 років | 15-21 | 22-29 | 30-39 | 40-49 | 50-65 | 65-85 | Понад 85 |
| -------- | ----------- | ----- | ----- | ----- | ----- | ----- | ----- | -------- |
| Чоловіки | 1106        | 452   | 437   | 632   | 716   | 825   | 734   | 88       |
| Жінки    | 1031        | 443   | 424   | 611   | 707   | 837   | 987   | 255      |

## Суміжні округи
- Лівінгстон — північ
- Черітон — схід
- Салін — південний схід
- Лафаєтт — південний захід
- Рей — захід
- Колдвелл — північний захід

## Виноски
1. ↑  U.S. Decennial Census. United States Census Bureau. Архів оригіналу за 26 квітня 2015. Процитовано 14 листопада 2014.
2. ↑  Historical Census Browser. University of Virginia Library. Архів оригіналу за 11 Серпня 2012. Процитовано 14 листопада 2014.
3. ↑  Population of Counties by Decennial Census: 1900 to 1990. United States Census Bureau. Архів оригіналу за 3 Грудня 2014. Процитовано 14 листопада 2014.
4. ↑  Census 2000 PHC-T-4. Ranking Tables for Counties: 1990 and 2000 (PDF). United States Census Bureau. Архів оригіналу (PDF) за 18 Грудня 2014. Процитовано 14 листопада 2014.
5. ↑  State & County QuickFacts. United States Census Bureau. Архів оригіналу за 8 липня 2011. Процитовано 7 вересня 2013.(англ.) Наведено за англійською вікіпедією.
6. ↑  American FactFinder. Бюро перепису населення США. Архів оригіналу за 29 липня 2011. Процитовано 31 січня 2008.

| США | Це незавершена стаття з географії США. Ви можете допомогти проєкту, виправивши або дописавши її. |